# Sarego
Sarego ist eine nordostitalienische Gemeinde (comune) mit 6779 Einwohnern (Stand 31. Dezember 2023) in der Provinz Vicenza in Venetien. Die Gemeinde liegt etwa 19 Kilometer südwestlich von Vicenza am Guà. 

## Geschichte
In Sarego bzw. im Ortsteil Meledo befindet sich die 1547 von Andrea Palladio errichtete Villa Arnaldi. 

## Verkehr
Durch die Gemeinde führt die frühere Strada Statale 500 di Lonigo von Lonigo Richtung Vicenza.

## Persönlichkeiten
- Angélico Melotto Mazzardo (1911–1999), römisch-katholischer Ordensgeistlicher und Bischof von Sololá in Guatemala